# Race of Champions 1977
GP précédent GP suivant
La Race of Champions 1977 (XII Marlboro / Daily Mail Race of Champions), disputée le 20 mars 1977 sur le tracé de Brands Hatch en Angleterre, est la douzième édition de cette épreuve. 

## Course
| Pos. | Pilote             | Écurie             | Tours | Temps/Abandon  |
| ---- | ------------------ | ------------------ | ----- | -------------- |
| 1    | James Hunt         | McLaren-Ford       | 40    | 53 min 54 s 35 |
| 2    | Jody Scheckter     | Wolf-Ford          | 40    | + 23 s 52      |
| 3    | John Watson        | Brabham-Alfa Romeo | 40    | + 1 min 08 s   |
| 4    | Brian Henton       | March-Ford         | 39    | + 1 tour       |
| 5    | Jackie Oliver      | Shadow-Alfa Romeo  | 39    | + 1 tour       |
| 6    | David Purley       | LEC-Ford           | 39    | + 1 tour       |
| 7    | Boy Hayje          | March-Ford         | 39    | + 1 tour       |
| 8    | Rupert Keegan      | Hesketh-Ford       | 39    | + 1 tour       |
| 9    | Tony Trimmer       | Surtees-Ford       | 38    | + 2 tours      |
| 10   | Ronnie Peterson    | Tyrrell-Ford       | 37    | + 3 tours      |
| 11   | Bob Evans          | Penske-Ford        | 37    | + 3 tours      |
| 12   | Divina Galica      | Surtees-Ford       | 37    | + 3 tours      |
| 13   | Clay Regazzoni     | Ensign-Ford        | 35    | + 5 tours      |
| Abd  | Mario Andretti     | Lotus-Ford         | 35    | Électricité    |
| Abd  | Alex Ribeiro       | March-Ford         | 34    | Moteur         |
| Abd  | Vittorio Brambilla | Surtees-Ford       | 25    | Électricité    |
| Np   | Larry Perkins      | BRM-Ford           | 18    | Suspension     |

## Pole position et record du tour
- Pole position :  John Watson (Brabham-Ford) en 1 min 19 s 05 (191,549 km/h)[2].
- Meilleur tour en course :  James Hunt (McLaren-Ford) en 1 min 19 s 48 (190,513 km/h)[3].